# Hans Christian Andersen

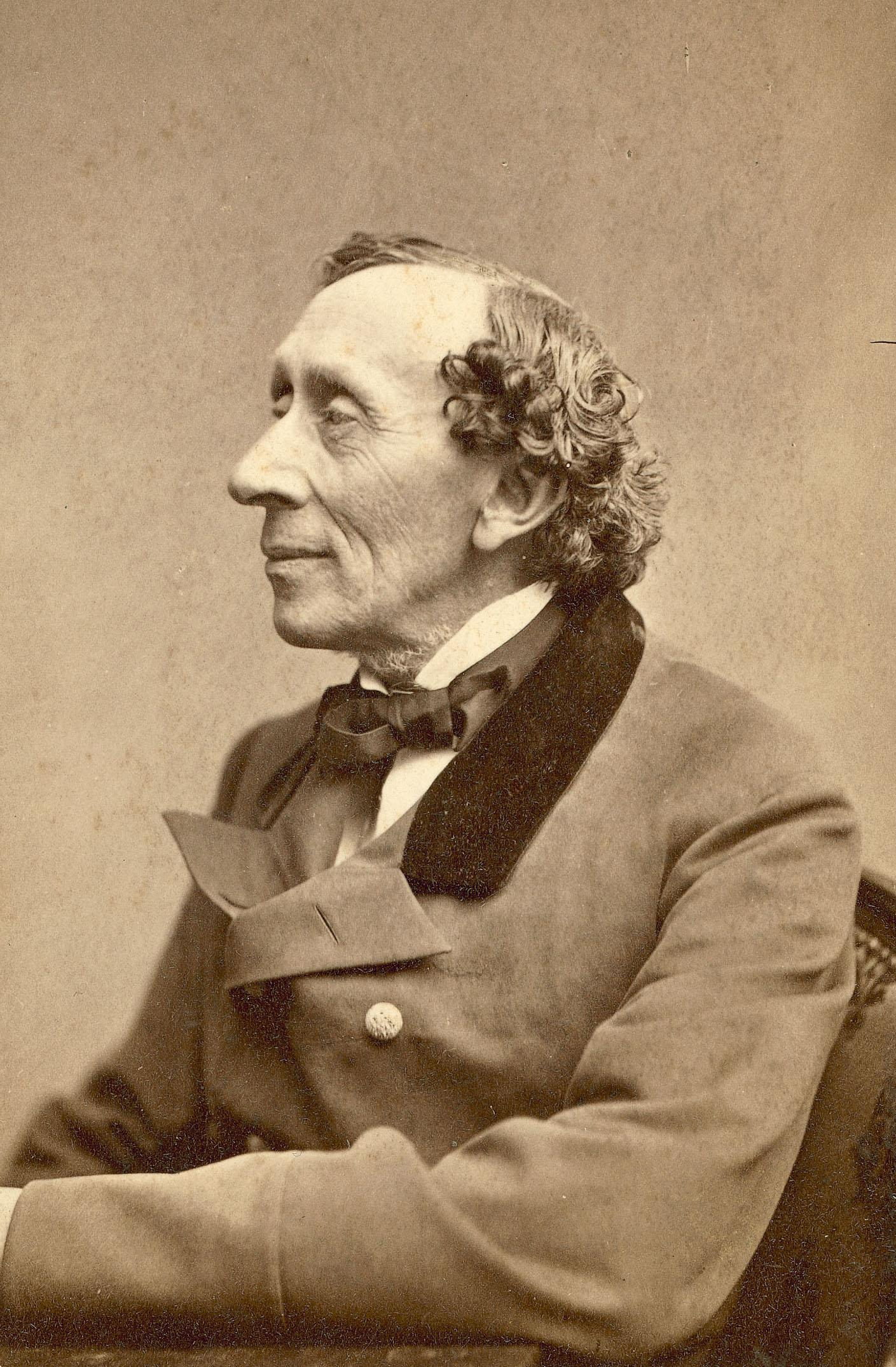
Hình Hans Christian Andersen, chụp vào khoảng tháng 10 năm 1869.

Hans Christian Andersen (2 tháng 4 năm 1805 – 4 tháng 8 năm 1875; tiếng Việt thường viết là Han-xơ Crít-xtian An-đéc-xen) là nhà văn người Đan Mạch chuyên viết truyện cổ tích cho thiếu nhi. Trong tiếng Đan Mạch, tên ông thường được viết là H.C.Andersen.
Cha của Andersen luôn tin rằng ông có thể có mối quan hệ với dòng dõi quý tộc và theo như một nhà thông thái ở Hans Christian Andersen Center, bà nội của ông từng nói rằng gia đình của họ từng là thuộc giai cấp trên trong xã hội Tuy nhiên, những cuộc nghiên cứu chứng tỏ rằng những câu chuyện trên là vô căn cứ. Gia đình ông có những mối liên hệ với quý tộc Đan Mạch, nhưng đó chỉ là quan hệ về công việc. Tuy nhiên, có thuyết cho rằng Andersen là một đứa con bất hợp pháp của người trong hoàng tộc còn lại ở Đan Mạch., một sự thật ủng hộ cho thuyết này là vua Đan Mạch đã ưu ái Andersen khi ông còn trẻ tuổi và đã trả các khoản tiền học phí cho ông. Nhà văn Rolf Dorset khẳng định rằng điều đó cũng không chứng minh được đó là khoản thừa kế của Andersen.
Andersen đã biểu lộ trí thông minh và óc tưởng tượng tuyệt vời của mình khi còn là một cậu bé, tính cách đó được nuôi dưỡng bởi sự nuông chiều của cha mẹ và sự mê tín của mẹ ông. Ông thường tự làm cho mình các món đồ chơi, may áo cho các con rối và đọc tất cả các vở kịch, hầu hết là những vở kịch của William Shakespeare và của Ludvig Holberg. Trong suốt thời thơ ấu, ông có một tình yêu nồng nhiệt đối với văn học. Ông được biết đến vì thuộc làu các vở kịch của Shakespeare và tự trình diễn các vở kịch bằng những con rối gỗ. Ông cũng có hứng thú với nghệ thuật nói đùa, và hỗ trợ trong việc đề xướng ra hội những người thích đùa giữa những người bạn của ông.
Năm 1816, cha ông qua đời và cậu bé phải tự đi kiếm sống. Ông làm thợ học dệt vải và cả thợ may, sau đó thì vào làm trong nhà máy thuốc lá. Năm 14 tuổi, Andersen chuyển tới Copenhagen (tiếng Đan Mạch: København) tìm việc làm diễn viên trong các nhà hát. Ông có chất giọng cao và đã được kết nạp vào Nhà hát Hoàng gia Đan Mạch. Sự nghiệp này kết thúc nhanh chóng khi ông vỡ giọng. Một người bạn đã khuyên ông làm thơ. Từ đó, Andersen chuyển hẳn sang viết văn.
May mắn, ông đã vô tình gặp được vua Frederik VI của Đan Mạch. Nhà vua rất thích cậu bé kỳ lạ này và đã gửi ông vào một trường học La tinh ở Slagelse.. Trước khi được nhận vào trường học, Andersen đã thành công trong việc xuất bản câu chuyện đầu tiên của ông – The Ghost at Palnatoke's Grave (Bóng ma ở ngôi mộ Palnatoke) vào năm 1822. Mặc dù là một học sinh chậm tiến (có lẽ là không học được) và không thích thú với việc học, Andersen học ở cả Slagelse và ở một trường ở Helsingør cho tới năm 1827. Andersen sau này đã tả những năm tại Slagelse và Helsingør là những năm đen tối nhất trong cuộc đời vì bị hành hạ khi sống trọ tạị nhà người thầy và vì ở cùng các bạn cùng lớp lớn tuổi hơn.

### Sự nghiệp văn học

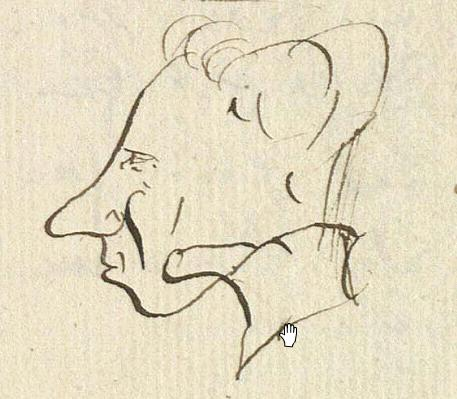
Chân dung tự họa, khoảng năm 1830

Năm 1829, nhà hát kịch hoàng gia đã diễn vở nhạc kịch Kjærlighed paa Nicolai Taarn eller Hvad siger Parterret (Tình yêu ở tháp nhà thờ thánh Nicolas) của Andersen. Những năm tiếp theo, ông lại tiếp tục thành công với các vở diễn và câu chuyện của mình. Ông đã đi chu du khắp châu Âu, qua Đức, Thụy Sĩ, Pháp, Ý... nhưng vẫn giữ được niềm đam mê văn học trong suốt cuộc đời mình. Năm 1831, nhiều tác phẩm tiểu thuyết của ông đã được phát hành. Khi đi chu du, Andersen đã gặp được rất nhiều người nổi tiếng đương thời như Victor Hugo, Heinrich Heine, Honoré de Balzac, Alexandre Dumas cha và cả nhà văn Charles Dickens.
Cảm giác khác biệt, thường kết thúc trong nỗi đau, là một chủ đề quán xuyến thường tái diễn trong công việc của ông. Chuyện này được cho là do cuộc sống nghèo khổ trước kia, tính giản dị và đặc biệt là trong sự thiếu thốn về đời sống tình yêu và sự lãng mạn. Giới tính của ông gây ít nhiều tranh cãi và được bao gồm trong phần sau.
Tuy nhiên, sự hấp dẫn của Andersen lại nằm ở thể loại truyện cổ tích. Năm 1835, ông bắt đầu sáng tác truyện kể nhan đề Chuyện kể cho trẻ em tại Ý. Từ đó, hầu như mỗi năm Andersen cho ra đời một truyện. Ấn bản thứ ba của truyện cổ Andersen, được xuất bản năm 1837, đã mang đến nhiều tác phẩm cổ tích nổi tiếng nhất của ông như "Nàng tiên cá", "Bộ quần áo mới của hoàng đế", "Chú vịt con xấu xí"...

## Đời sống tình ái

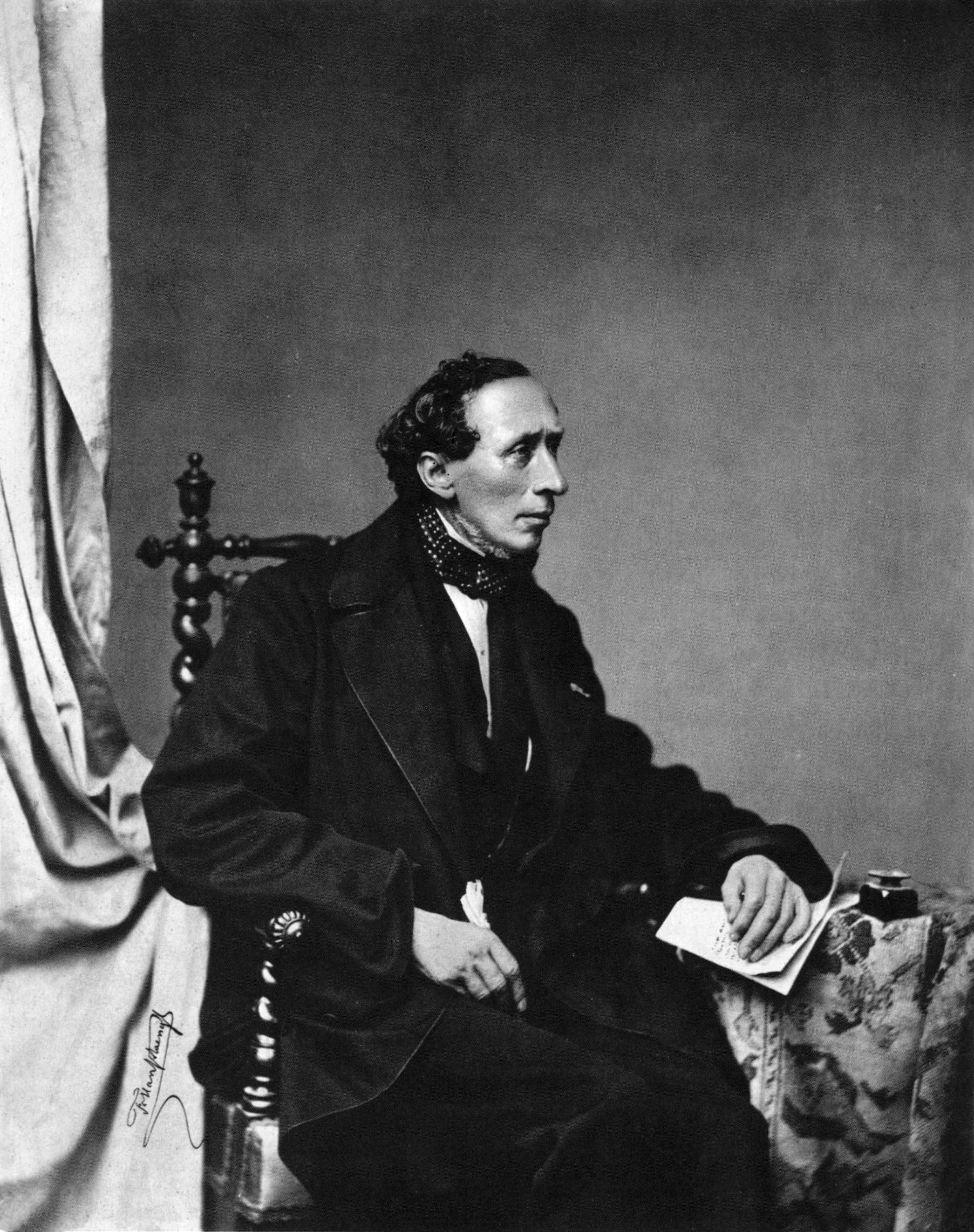
Chân dung Hans Christian Andersen do họa sĩ Franz Hanfstaengl vẽ, tháng 7 năm 1860

Trong nhật ký của mình, Andersen ghi lại là trong thời kỳ mới lớn, ông đã không có quan hệ tình dục với một phụ nữ nào. 
Andersen thường rơi vào tình yêu đơn phương với một số phụ nữ mà không được đền đáp 
Tại một thời điểm, ông đã viết trong nhật ký của mình: "Lạy Thiên Chúa Toàn Năng, con chỉ có Chúa mà thôi; Chúa quyết định số phận của con, con phó thác thân con cho Chúa. Xin Chúa hãy ban cho con một sinh kế! Hãy cho con một cô dâu! Máu và trái tim con đều ước ao tình yêu."
Một cô gái tên Riborg Voigt là đối tượng yêu đơn phương của Andersen thời trai trẻ. Khi Andersen qua đời, người ta đã tìm thấy một túi nhỏ chứa một lá thư dài của Riborg trên ngực của Andersen. Ngoài Riborg Voigt, Andersen cũng đã đơn phương yêu Sophie Ørsted, con gái của nhà vật lý Hans Christian Ørsted, và Louise Collin, con gái út của Jonas Collin, ân nhân của ông.
Truyện Chim họa mi là một biểu hiện bằng văn viết về niềm đam mê của Andersen đối với nữ ca sĩ opera Jenny Lind của Thụy Điển, và đã trở thành nguồn cảm hứng cho biệt danh "Chim họa mi Thụy Điển" của cô. Andersen thường nhút nhát khi tiếp xúc với các phụ nữ nên đã khó ngỏ lời với Jenny Lind. Khi Jenny Lind lên một tàu hỏa để tới dự một buổi hòa nhạc opera, Andersen đã trao cho cô một lá thư tỏ tình; tuy nhiên cô không đáp lại tình yêu của Andersen, mà chỉ coi ông như một người anh kết nghĩa, và năm 1844 cô đã viết cho ông: "... Xin Chúa chúc lành và bảo vệ anh trai của em là mong muốn chân thành của người em gái thân yêu của anh. Jenny. "
Do những quan hệ tình cảm của Andersen với vài người nam - như Edvard Collin và Harald Scharff - một vài nhà nghiên cứu về tiểu sử Andersen cho rằng ông là một người đồng tính luyến ái. Ông đã từng viết cho Edvard Collin: "Tôi héo hon vì anh y như một thiếu phụ người xứ Calabria... tình cảm của tôi dành cho anh là tình cảm của một phụ nữ. Nữ tính trong bản chất của tôi và tình bạn của chúng ta phải vẫn là một bí ẩn". Collin, người thích yêu phụ nữ, đã viết trong hồi ký của mình: "Tôi thấy mình không thể đáp lại tình yêu đó, và điều này đã mang lại cho anh ta nhiều đau khổ."
Tương tự như vậy, niềm say mê của Andersen đối với nam vũ công Harald Scharff của Đan Mạch và Carl Alexander, công tước trẻ nối ngôi của vùng Saxe-Weimar-Eisenach, đã không mang lại mối quan hệ nào.
Một số nhà nghiên cứu thì cho rằng không có bằng chứng nào về các quan hệ đồng giới như vậy của Andersen, và điều đó cũng hoàn toàn trái với ý tưởng đạo đức và tôn giáo của ông. Các mối quan hệ của ông với những người đàn ông khác chỉ là bạn bè, và những đoạn mùi mẫn trong các bức thư nói trên của Andersen có lẽ chỉ là lối nói so sánh ẩn dụ hoa mỹ vốn thường gặp ở các nhà văn đương thời.

## Từ trần

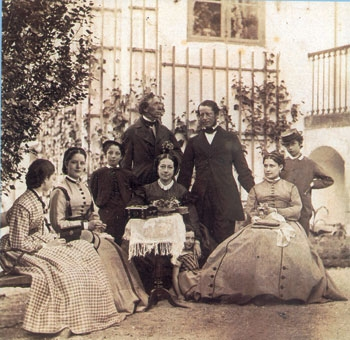
Andersen cùng gia đình Moritz Melchior tại ngôi nhà Rolighed (khoảng năm 1867)

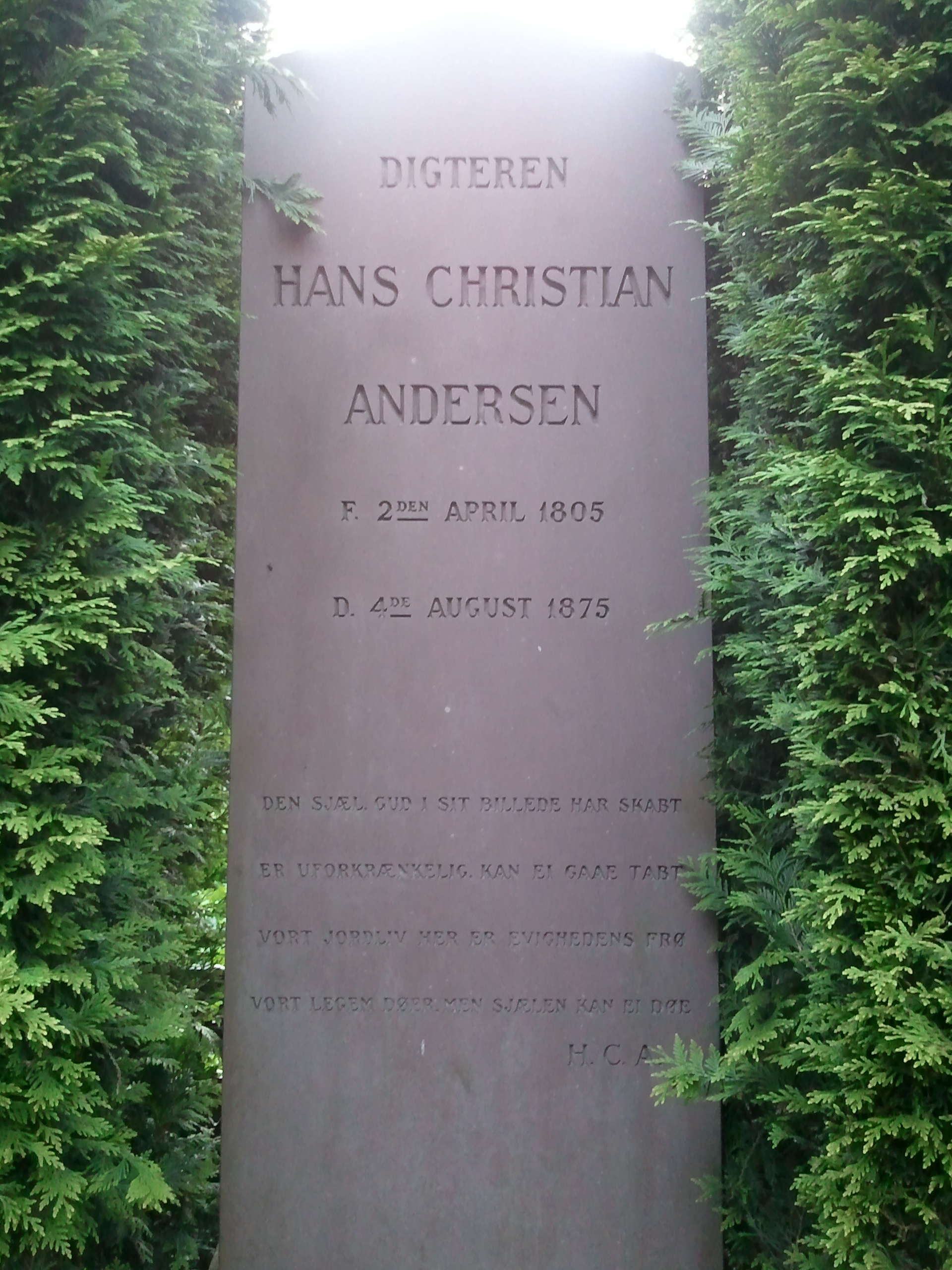
Mộ bia của Andersen ở Nghĩa trang Assistens, quận Nørrebro, Copenhagen.

Mùa xuân năm 1872, Andersen bị ngã té từ trên giường nằm và bị thương nặng, không thể hồi phục. Ngay sau đó ông bắt đầu tỏ ra có dấu hiệu của bệnh ung thư gan, và qua đời vào ngày 04.8. 1875, trong ngôi nhà mang tên "Rolighed" (Sự Yên Tĩnh) gần Copenhagen của vợ chồng người bạn thân Moritz Melchior, chủ một ngân hàng. Ngay trước khi qua đời, ông đã nhờ một nhà soạn nhạc viết bài hành khúc đưa tang cho đám tang của mình, và nói: "Phần lớn những người đi sau quan tài của tôi sẽ là những đứa trẻ, vì vậy hãy dùng nhịp điệu với những bước nhỏ".
Andersen được mai táng trong Nghĩa trang Assistens ở quận "Nørrebro" của Copenhagen. 
Vào thời điểm từ trần, Andersen đã nổi tiếng ở trong nước và khắp thế giới. Ngay trước khi ông qua đời, đã tiến hành các bước đầu trong việc dựng một bức tượng lớn để vinh danh ông do nhà điêu khắc August Saabye thực hiện. Bức tượng này ngày nay được đặt trong "Vườn của Nhà Vua" (Kongens Have) ở Copenhagen.

## Di sản của tác giả Andersen để lại

Tem thư in hình Andersen của Đan Mạch, năm 1935

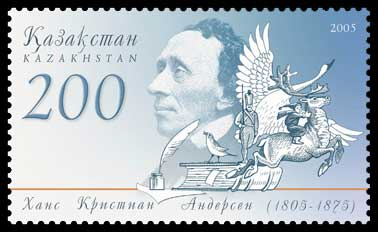
Tem thư in hình Andersen của Kazakhstan, năm 2005

- Giải Hans Christian Andersen do "Ban Quốc tế về Sách cho giới trẻ" thiết lập, được trao 2 năm một lần cho tác giả và họa sĩ minh họa của các tác phẩm văn học thiếu nhi xuất sắc[16].
- Giải Văn học Hans Christian Andersen, một giải thưởng dành cho các nhà văn quốc tế,được thành lập từ năm 2010
- Những truyện của Andersen đã đặt nền tảng cho các truyện thiếu nhi kinh điển khác, chẳng hạn như Wind in the Willows của Kenneth Grahame và Winnie the Pooh của A.A. Milne.
- Kỹ thuật chế tạo vật bất động - chẳng hạn như đồ chơi - trở thành sống động (ví dụ các hoa của Little Ida) sau này đã được Lewis Carroll và Beatrix Potter sử dụng.
- Ngày 2 tháng 4 hàng năm - ngày sinh của Andersen - là Ngày Sách Thiếu nhi Quốc tế[17].
- Năm 2005 - kỷ niệm 200 năm ngày sinh của Andersen - được Đan Mạch gọi là "Năm Andersen" [18], và được nhiều nước trên thế giới tưởng niệm. Ở Đan Mạch, một show "Một lần trong cuộc đời" (Once in a lifetime) được tổ chức tại Sân vận động Parken của Copenhagen để tưởng niệm nhà văn Andersen và các tác phẩm của ông[18].
- Một công viên giải trí ở Thượng Hải (Trung Quốc) trị giá 13 triệu dollar Mỹ, có các trò chơi dựa trên các truyện của Andersen đã được khai trương vào cuối năm 2006[19]. Các khách trẻ tới thăm công viên này có thể chơi và thi đấu các trò chơi liên quan tới các truyện thần kỳ của Andersen.
- Thành phố Funabashi của Nhật Bản cũng có một công viên giải trí dành cho thiếu nhi mang tên Andersen.[20]
- Tại Hoa Kỳ có các tượng Andersen ở Công viên Trung tâm của thành phố New York, ở Công viên Lincoln của thành phố Chicago và ở Solvang, California - một thành phố do các người Đan Mạch lập nên.
- Phân ban sưu tập Sách hiếm của Thư viện Quốc hội Mỹ có bộ sưu tập các tác phẩm của Andersen do diễn viên người Mỹ gốc Đan Mạch Jean Hersholt hiến tặng[21], trong đó có một quyển scrapbook[22] do Andersen và Adolf Ludvig Drewsen (1803-1885) làm cho chàng trai trẻ Jonas Drewsen.[23]

### Phim
- Vai Andersen trong phim Chim họa mi Thụy Điển (1941) (Die schwedische Nachtigall) của Đức do nam diễn viên Joachim Gottschalk diễn xuất, mô tả mối quan hệ giữa Andersen với nữ ca sĩ opera Jenny Lind của Thụy Điển.
- Bộ phim  Hans Christian Andersen  (1952) của Mỹ, mặc dù lấy cảm hứng từ cuộc sống và di sản văn học của Andersen, được cho là không đúng với tiểu sử của Andersen cũng như bối cảnh lịch sử; bộ phim này bắt đầu bằng cách nói rằng "Đây không phải là câu chuyện về cuộc sống của Andersen, nhưng là một câu chuyện thần kỳ về người sáng tạo vĩ đại ra những chuyện thần kỳ".
- Phim Hans Christian Andersen: My Life as a Fairytale năm 2003 của đạo diễn người Anh Philip Saville tương đối sát với tiểu sử của Andersen hơn.
- Andersen là một nhân vật quan trọng trong tập "Metal Fish" ở loạt phim truyền hình hoạt họa The Little Mermaid (Nàng tiên cá) của Cty truyền hình "Walt Disney".
- Năm 1966, hãng Rankin/Bass Productions sản xuất một phim tưởng tượng gọi là The Daydreamer (Người mơ mộng hão huyền), mô tả chàng trai trẻ Hans Christian Andersen hình dung ra trong trí những chuyện mà chàng sẽ viết sau này.

## Tác phẩm

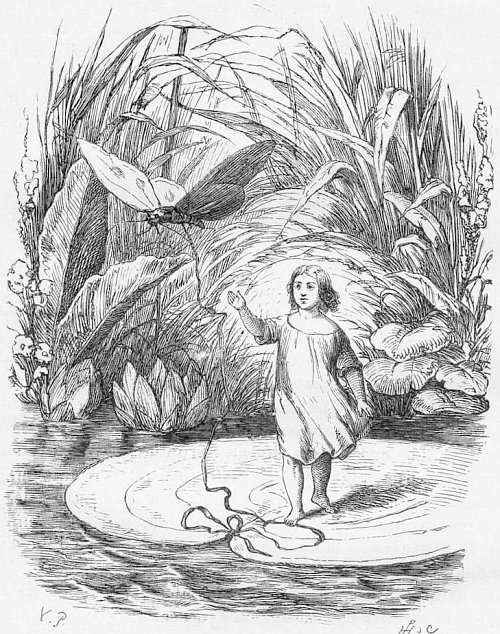
Hình minh hoạ truyện cổ Andersen

H.C. Andersen xuất bản tác phẩm đầu tiên Ungdoms-Forsøg (Sự thử cố gắng của Tuổi trẻ) vào năm 1822 khi lên 17 tuổi. Sách này được xuất bản dưới bút danh William Christian Walter. Bút danh này được ghép từ chữ William theo tên văn hào William Shakespeare, Christian là tên của ông và Walter theo tên nhà văn Walter Scott.  này được tái bản năm 1827 dưới tên "Gjenfærdet ved Palnatokes Grav" (Bóng ma ở ngôi mộ của Palnatoke).

### Kịch
- Mulatten (Người lai giữa da trắng và da đen), kịch lãng mạn gồm 5 hồi (1840) info
- Maurerpigen (Cô gái người maurer), Bi kịch 5 hồi (1840) info

### Truyện thần kỳ
| - "ABC-Bogen" (Sách ABC) info - "Alferne paa Heden" (Các nàng tiên trên vùng truông trảng) info - "Alt paa sin rette Plads" (Mọi vật đều đúng chỗ của chúng) info - "Anne Lisbeth" (Anne Lisbeth) info - "Barnet i Graven" (Đứa bé trong nấm mộ) info - "Bedstemoder" (Bà nội) info - "Bispen paa Børglum og hans Frænde" (Giám mục ở Børglum và bà con của ông) info - "Boghveden" (Lúa kiều mạch) info - "Børnesnak" (Cuộc chuyện trò của các trẻ em) info - "Dandse, dandse Dukke min!" (Hãy nhảy múa, búp bê của tôi!) info - "Danske Folkesagn" (Truyện dân gian Đan Mạch) info - "De blaae Bjerge" (Những ngọn núi xanh) info - "De røde Skoe" (Đôi giầy màu đỏ) info - "De smaa Grønne" (Những cây xanh nhỏ) info - "De vilde Svaner" (Những con thiên nga hoang) info - "De Vises Steen" (Niềm tin vào cái gì có thể tạo ra điều kỳ diệu) info - "Deilig!" (Thật Tốt Đẹp!) info - "Den fattige Kone og den lille Canariefugl" (Người phụ nữ nghèo và con chim hoàng yến) info - "Den flyvende kuffert (Chiếc va-li bay) \| info - "Den gamle Gadeløgte" (Ngọn đèn đường phố cũ) info - "Den gamle Gravsteen" (Tấm mộ bia cũ) info - "Den gamle Gud lever endnu" (Chúa cũ vẫn sống) info - "Den gamle Kirkeklokke" (Chuông nhà thờ cũ) info - "Den grimme Ælling" (Chú vịt con xấu xí)info - "Den lille Havfrue" (Nàng tiên cá) info - "Den lille Idas Blomster" (Cây hoa của bé Ida) info - "Den lille Pige med Svovlstikkerne" (Cô bé bán diêm) info - "Den lykkelige Familie" (Gia đình hạnh phúc) info - "Den onde Fyrste" (Ông hoàng độc ác) info - "Den sidste Perle" (Viên ngọc cuối cùng) info - "Den standhaftige Tinsoldat" (Chú lính chì dũng cảm) info - "Den store Søslange" (Con thủy quái lớn) info - "Den stumme Bog" (Quyển sách câm) info - "Den uartige Dreng" (Cậu bé không ngoan ngoãn) info - "Det er Dig, Fabelen sigter til!" (Chuyện ngụ ngôn này nhắm vào anh đấy!) info - "Der er Forskjel!" (Có sự khác biệt!) info - "Det er ganske vist!" (Rất đúng!) info - "Det gamle Egetræes sidste Drøm" (Ước mơ cuối cùng của cây sồi già) info - "Det gamle Huus" (Ngôi nhà cũ) info - "Det nye Aarhundredes Musa" (Nữ thần nghệ thuật mới của thế kỷ) info - "Det sjunkne Kloster (Tu viện bị chìm) info - "Det Utroligste" (Điều khó tin nhất) info - "Dryaden" (Nữ thần Dryad) info - "Dykker-Klokken" (Chuông của thợ lặn) info - "Dynd-Kongens Datter" (Con gái của Vua vùng đầm lầy) info - "Dødningen" (Xác chết hiện về) info - "Een og tredivte Aften (Buổi tối ngày 31) info - "Elverhøi" (Gò đất có yêu quái) info - "En Historie (Một câu chuyện) info - "En Historie fra Klitterne" (Một câu chuyện từ những đụn cát) info - "En Rose fra Homers Grav" (Một cây hồng từ mộ của Homer) info - "Engelen (Thiên thần) info - "Et Billede fra Castelsvolden" (Một hình ảnh từ bờ lũy của Lâu pháo đài) info - "Et Blad fra Himlen" (Một lá cây rơi từ trên trời) info - "Et Børneeventyr" (Một chuyện thần kỳ của trẻ em) info - "Et godt Humeur" (Tâm trạng vui) info - "Et Stykke Perlesnor" (Một xâu chuỗi ngọc) info - "Fem fra en Ærtebælg" (Năm hạt đậu từ trái đậu) info - "Flaskehalsen" (Cái cổ chai) info - "Flipperne" (Cổ áo sơ-mi)info - "Flyttedagen" (Ngày chuyển nơi cư ngụ) info - "Folkesangens Fugl" (Chim dân ca) info - "Fra et Vindue i Vartou" (Cảnh nhìn từ cửa sổ ở Vartou) info - "Fugl Phønix" (Chim phượng hoàng) info - "Fyrtøiet" (Cái đèn bật)info - "Gaardhanen og Veirhanen" (Con gà trống ở nông trại và con gà trống trên chong chóng gió) info - "Gartneren og Herskabet" (Người trồng vườn và gia chủ) info - "Gjemt er ikke glemt" (Giấu đi là không quên) info - "Grantræet" (Cây vân sam) info - "Gudfaders Billedbog" (Quyển sách ảnh của cha đỡ đầu) info - "Guldskat" (Kho vàng) info - "Gaaseurten" (Cây cúc cam) info - "Herrebladene" (Những lá bài K, Q, J) info - "Historien om en Moder" (Chuyện về một người mẹ) info - "Hjertesorg" (Sự đau lòng) info - "Holger Danske" (Holger Danske) info - "Hun duede ikke" (Cô ấy không đủ khả năng) info - "Hurtigløberne" (Những kẻ chạy nhanh) info - "Hvad Fatter gjør, det er altid det Rigtige" (Điều mà người cha và chủ gia đình làm thì luôn luôn đúng) info - "Hvad gamle Johanne fortalte" (Điều mà bà già Johanne nói) info - "Hvad hele Familien sagde" (Điều mà cả gia đình đều nói) info - "Hvad man kan hitte paa" (Điều mà người ta có thể nghĩ ra) info - "Hvad Tidselen opleved" (Sự việc mà cây Kế gai trải qua) info - "Hvem var den Lykkeligste?" (Ai là người hạnh phúc nhất?) info | - "Hyldemoer" (Mẹ cây cơm cháy) info - "Hyrdinden og Skorsteensfeieren" (Cô mục đồng và người quét ống khói) info - "Hønse-Grethes Familie" (Gia đình Gà Grethes) info - "Hørren" (Cây lanh) info - "I Andegaarden" (Ở sân nuôi vịt) info - "I Børnestuen" (Trong phòng trẻ em) info - "Ib og lille Christine" (Ib và bé Christine) info - "Iisjomfruen" (Cô Băng đồng trinh) info - "Jødepigen" (Cô gái Do Thái) info - "Kartoflerne" (Những củ khoai tây) info - "Keiserens nye Klæder" (Bộ quần áo mới của hoàng đế) info - "Kjærestefolkene" (Những cặp tình nhân) info - "Klods-Hans" (Chàng Hans vụng về) info - "Klokkedybet" (Đáy chuông) info - "Klokken" (Cái chuông) info - "Kometen" (Sao chổi) info - "Krøblingen" (Người què quặt) info - "Laserne" (Những giẻ rách) info - "Lille Claus og store Claus" (Claus nhỏ và Claus lớn) info - "Lille Tuk" (Bé Tuk) info - "Loppen og Professoren" (Con bọ chét và ông giáo sư) info - "Lygtemændene ere i Byen, sagde Mosekonen" (Bà già ở vùng đầm lầy nói rằng Ma trơi đang ở trong thành phố) info - "Lykken kan ligge i en Pind" (Vận may có thể nằm ở một cái que) info - "Lykkens Kalosker" (Đôi giầy cao su mang lại hạnh phúc) info - "Lysene" (Những cây nến) info - "Man siger" (Người ta nói rằng) info - "Marionetspilleren" (Người diễn trò búp bê múa rối) info - "Metalsvinet" (Con heo bằng kim loại) info - "Moster" (Người Dì) info - "Nabofamilierne" (Các gia đình hàng xóm) info - "Nattergalen" (Chim họa mi (truyện thần kỳ)\|Chim họa mi) info - "Nissen hos Spekhøkeren" (Thần tí hon ở tiệm bán thức ăn nguội chế biến sẵn) in - "Nissen og Madamen" (Thần tí hon và bà vợ người làm vườn) info - "Noget (Một cái gì đó) info - "Oldefa'er" (Cụ ông) info - "Ole Lukøie" (Ông ba bị) info - "Om Aartusinder" (Một thiên niên kỷ nữa) info - "Paradisets Have" (Vườn địa đàng) info - "Pebersvendens Nathue" (Chiếc mũ ban đêm của người đàn ông lớn tuổi độc thân) info - "Peiter, Peter og Peer" (Peiter, Peter và Peer) info - "Pen og Blækhuus" (Cái bút và lọ mực) info - "Pengegrisen" (Con heo đất đựng tiền tiết kiệm) info - "Pigen, som traadte paa Brødet" (Cô gái giẫm lên ổ bánh mì) info - "Portnerens Søn" (Con trai của người gác cổng) info - "Portnøglen" (Chìa khóa cổng) info - "Prindsessen paa Ærten" (Nàng công chúa nằm trên hạt đậu) info - "Psychen" (Tâm trạng) info - "Paa den yderste Dag" (Vào ngày phán xét cuối cùng) info - "Qvæk" (Tiếng quạc quạc) info - "Reisekammeraten" (Người bạn đồng hành) info - "Rosen-Alfen" (Vị tiên nhỏ trên cây hoa hồng) info - "Skarnbassen" (Con bọ xít) info - "Skriveren" (Người viết chữ) info - "Skrubtudsen" (Con cóc tía) info - "Skyggen (eventyr)\|Skyggen (Chiếc bóng) info - "Sneedronningen" (Bà chúa Tuyết) info - "Sneemanden" (Người tuyết) info - "Sneglen og Rosenhækken" (Con sên và hàng cây hoa hồng) info - "Solskins-Historier" (Những câu chuyện của tia nắng) info - "Sommerfuglen" (Con bướm) info - "Sommergjækken" (Cuộc trêu ngươi mùa hè) info - "Springfyrene" (Những con vật biết nhảy) info - "Spørg Amagermo'er" (Hãy hỏi bà mẹ Amager) info - "Stoppenaalen (Kim để vá quần áo) info - "Storkene" (Những con cò) info - "Stormen flytter Skilt" (Trận bão di chuyển tấm biển hiệu) info - "Suppe paa en Pølsepind" (Chuyện bé xé ra to) info - "Svanereden" (Tổ chim thiên nga) info - "Svinedrengen (Cậu bé chăn heo) info - "Svinene" (Những con heo) info - "Sølvskillingen" (Đồng xu bằng bạc) info - "Talismanen" (Lá bùa) info - "Tante Tandpine" (Người thím đau răng) info - "Temperamenterne" (Những loại tính khí) info - "Theepotten" (Bình nước trà) info - "To Brødre" (Hai anh em) info - "To Jomfruer" (Hai cô gái đồng trinh) info - "Tolv med Posten" (Mười hai người đưa thư lúc 12 giờ) info - "Tommelise" (Tommelise) info - "Taarnvægteren Ole" (Ole, người canh gác tháp) info - "Tællelyset" (Ngọn nến làm bằng mỡ bò) info - "Ugedagene" (Các ngày trong tuần) info - "Under Piletræet" (Dưới cây liễu) info - "Urbanus" (Urbanus) info - "Vanddraaben" (Giọt nước) info - "Ved det yderste Hav" (Ở vùng biển cực xa) info - "Veirmøllen" (Cối xay gió) info - "Venskabs-Pagten" (Hiệp ước hữu nghị) info - "Verdens deiligste Rose" (Cây hoa hồng đẹp nhất thế giới) info - "Vinden fortæller om Valdemar Daae og hans Døttre" (Gió nói về Valdemar Daae và cô con gái của ông) info - "Vor gamle Skolemester" (Thầy giáo cũ của chúng tôi) info - "Vænø og Glænø" (Đảo Vænø và đảo Glænø) info - "Æblet" (Trái táo) info - "Ærens Tornevei" (Con đường chông gai của danh vọng) info - "Aarets Historie (Chuyện của năm) info |

### Tiểu thuyết
- "At være eller ikke være" (Hiện hữu hay không hiện hữu) info
- "De to Baronesser" (Hai bà nam tước) info
- "Improvisatoren" (Người ứng tác) info
- Kun en Spillemand (Chỉ một người chơi) info
- "Lykke-Peer" (Peer hạnh phúc) info
- "O. T." (viết tắt của tên Otto Thostrups, nhân vật chính và "Odense Tugthus" = nhà trừng giới Odense) info

### Ký sự du hành
- "En Digters Bazar" (Tiệm tạp hóa của nhà thơ) info
- "Et Besøg i Portugal 1866" (Cuộc viếng thăm Bồ Đào Nha năm 1866) info
- "I Spanien" (Ở Tây Ban Nha) info
- "I Sverrig" (Ở Thụy Điển) info
- "Skyggebilleder af en Reise til Harzen, det sachsiske Schweitz etc. etc., i Sommeren 1831" (Những hình bóng của chuyến đi tới vùng Harz (Đức), một Thụy Sĩ của vùng Sachsen vv...) info

### Tự truyện
- Das Märchen meines Lebens ohne Dichtung, tháng Giêng và tháng 2 năm 1847 (tiếng Đức)
- Mit Livs Eventyr (Cuộc phiêu lưu của đời tôi), Nhà xuất bản. C.A. Reitzels, Copenhagen, 19.7.1855
- The Story of My Life, 1871 (tiếng Anh)
- Levnedsbog (Sách về lối sống), 1929

### Thơ
- Barn Jesus i en Krybbe laae (Chúa Giêsu Hài Đồng nằm trong máng cỏ) info
- Danmark mit fædreland (Đan Mạch, tổ quốc của tôi) info
- Det døende Barn (Đứa bé nằm chờ chết) info
- "Hvor Skoven dog er frisk og stor" (Rừng này lớn và xanh tươi biết bao) info
- Jeg har en Angst som aldrig før (Tôi có nỗi sợ chưa từng có) info
- Jylland — Jylland mellem tvende Have (Jylland — Jylland giữa hai biển) info
- Konen med Æggene (Bà vợ và những trái trứng) info
- Moderen med Barnet (Mẹ với con) info
- "Rolighed" (Sự Yên tĩnh) tekst Lưu trữ ngày 24 tháng 10 năm 2005 tại Wayback Machine

## Đánh giá
Ông được sánh ngang với những bậc danh nhân văn hóa của nhân loại. Tác phẩm của ông được dịch ra 90 thứ tiếng, xuất bản gần 500 lần với hơn 70000000 bản . Đó là những cuốn sách bán chạy nhất hành tinh.
Sau đây là lời nhận định của các nhà nghiên cứu Việt Nam về Anđécxen: "Bằng sức mạnh của ngôn từ hiếm có, trí tưởng tượng nhiệm màu mà trong sáng, cốt truyện hấp dẫn, lối kể chuyện có duyên, pha lẫn giữa bút pháp hiện thực và huyền ảo, tác phẩm của Anđécxen đã đạt đến sự hoàn hảo của một nghệ sĩ "độc nhất vô nhị, trước và sau ông chưa hề có". " 
Nhà văn Nga Konstantin Georgiyevich Paustovsky nhận định: " Trong mỗi truyện cổ tích cho trẻ con của Anđécxen còn có một truyện cổ tích khác mà người lớn mới có thể hiểu hết ý nghĩa của nó". 